# モアハウス大学

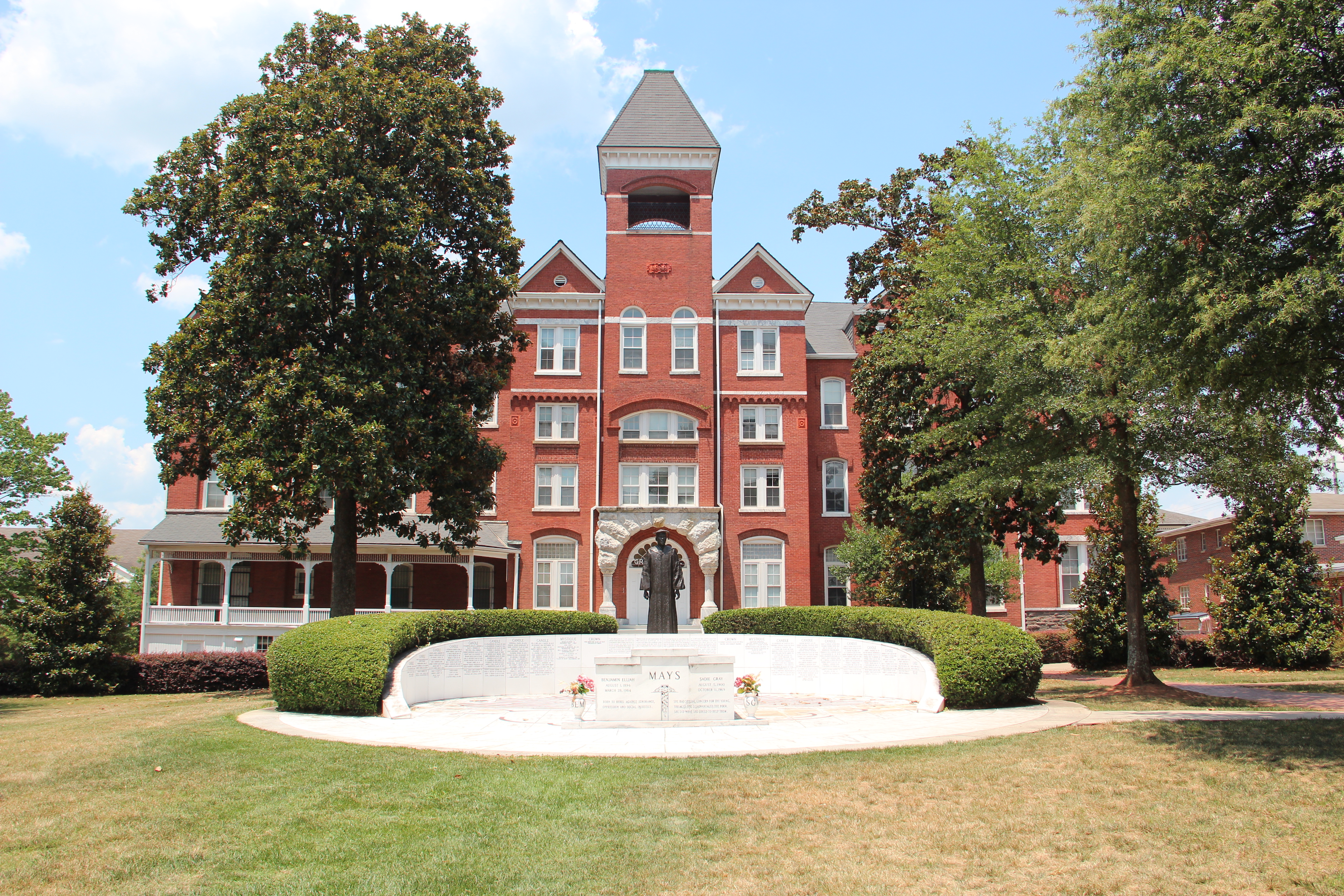
グレイブスホール

モアハウス大学（英名：Morehouse College）は、アメリカ合衆国ジョージア州アトランタ市にある私立大学。

## 概要
アメリカに4つある私立男子大学の一つで、歴史的黒人大学の一つ。設立当初は黒人男性のためだけの大学であったが、現在では人種に関わらず、志願をし審査を通れば入学できるが、現在でも在籍する学生の99％が黒人。
キャンパスは247,000 m²あり、3000人が在校。周辺のクラーク・アトランタ大学らとともに、アトラン・ユニバーシティ・センターを形成している。

## 歴史
1867年にバプティストの牧師で家具職人でもあったウィリアム・ジェファーソン・ホワイトが、元黒人奴隷であったオーガスタのリチャード・C・コウルターらの援助を受け、オーガスタ・インスティテュートを設立。主に黒人男性向けに神学や教育学の分野が専門であった。1879年に経済基盤をアトランタ・フレンドシップ・バプティスト教会へと移し、名称をアトランタ・バプティスト・セミナリーへ改称。ジョン・ロックフェラーの援助で、現在地へと移された。1897年にアトランタ・バプティスト大学へと改称。
1906年にアフリカ系アメリカ人のジョン・ホープが学長となるや大学が拡張、1913年に現在のモアハウス大学へと改称された。その後1929年にクラーク大学やスペルマン大学と提携、後にアトランタ・ユニバーシティ・センターとなる。1931年のに5代学長が大学のカラーである栗色と白を決定した。
構内にマーティン・ルーサー・キング・ジュニアやハワード・サーマンなどの像やモニュメントがある。